# Tribunal constitutionnel fédéral d'Allemagne
Pour les autres articles nationaux ou selon les autres juridictions, voir Cour constitutionnelle.
Pour les articles homonymes, voir Tribunal constitutionnel.
Le Tribunal constitutionnel fédéral d'Allemagne (en allemand : Bundesverfassungsgericht, abrégé en BVerfG) est la cour constitutionnelle allemande. Créé en 1951 et siégeant à Karlsruhe (dans le Bade-Wurtemberg), il juge de la conformité des lois à la Loi fondamentale de 1949.

## Compétences et procédures
Le Tribunal constitutionnel fédéral contrôle l’application de la Loi fondamentale de la République fédérale d’Allemagne et notamment le respect des droits fondamentaux qui y sont énoncés. Sa fonction est définie par les articles 92 à 94 de la Loi fondamentale. Son fonctionnement est réglé par la Loi relative au Tribunal constitutionnel fédéral(Gesetz über das Bundesverfassungsgericht, BVerfGG).
Ce Tribunal a donc pour principales compétences :
- de veiller aux respects des droits fondamentaux ;
- d'assurer la séparation des pouvoirs entre les différents organes de l'État ;
- d'arbitrer les contentieux entre les normes édictées par les différents organes de l'État ;
- d'arbitrer lors de contentieux électoraux.

Les principales procédures permettant de faire appel au Tribunal sont les suivantes :
- La Verfassungsbeschwerde est le recours contre une décision, généralement un jugement d’une cour de dernier ressort, dont le requérant considère qu’elle porte atteinte à ses droits fondamentaux.
- Le Normenkontrollverfahren permet à la Cour de vérifier la conformité de la législation à la loi fondamentale, soit sur renvoi préjudiciel d'une autre juridiction (konkrete Normenkontrolle), soit à la demande du Gouvernement fédéral, d’un gouvernement de Land ou d’un tiers des membres du Bundestag (abstrakte Normenkontrolle).
- Le Verfassungsstreit est utilisé quand différentes institutions diffèrent sur l’interprétation de la constitution. Il peut s’agir par exemple de disputes de compétences entre l’État fédéral et les Länder. La Cour est aussi le juge des élections et peut interdire des partis politiques s'ils mettent en danger le système issu de la constitution.

## Fonctionnement
Il comprend seize juges, nommés pour un mandat non renouvelable de douze ans, pour moitié respectivement par le Bundestag et le Bundesrat, selon des procédures différentes dans les deux cas. Ces juges sont répartis en deux sénats (Senate) de huit juges chacun (« Senat » étant le mot employé pour désigner les chambres des cours supérieures en Allemagne - mais les Senate du Bundesverfassungsgericht sont aussi subdivisés en « Kammern », cf. infra). Les procédures de pourvoi constitutionnel (Verfassungsbeschwerde) et celles dites Normenkontrollverfahren sont réparties entre les deux sénats. Toutes les autres procédures sont traitées par le deuxième sénat. Les juges de chaque sénat se réunissent également en chambres (Kammern) de trois juges, une telle chambre pouvant décider de rejeter sommairement un pourvoi constitutionnel comme n’ayant manifestement aucune chance de succès.
Une procédure devant le Tribunal constitutionnel fédéral lui est adressée par écrit. Si la requête est recevable, elle peut être directement jugée par la chambre s’il s’agit d’un cas simple, déjà tranché dans le passé. Les décisions de plus grande portée sont prises par un sénat. Dans l’ensemble, la plupart des requêtes sont traitées par les chambres. De 1951 à 2001, elles ont pris 109 366 décisions contre seulement 6 119 décisions par un sénat.
La plupart de ces procédures sont des recours contre les violations des droits fondamentaux (Verfassungsbeschwerden). De 1951 à 2001, le Tribunal en a reçu 131 445 sur un total de 136 622 requêtes. Seule une minorité de ces recours sont couronnés de succès : sur la même période, 2,5 % soit 3 268 décisions.

## Décisions marquantes

### Jurisprudence "Solange"
Le Tribunal est notamment connu à l’étranger pour sa jurisprudence So lange. Dans la décision So lange I de 1974, elle se réserve le droit d’écarter une norme de droit européen pour cause de violation des droits fondamentaux « aussi longtemps que » (en allemand « solange ») le droit européen ne garantit pas une protection globale des droits fondamentaux de la personne équivalente – mais pas nécessairement identique en tout point à celle de la loi fondamentale allemande. À la suite des progrès de la jurisprudence européenne en matière de droits fondamentaux, le Tribunal a ensuite accepté dans sa décision "Solange II" de 1986 qu’il ne peut plus contrôler les normes européennes par rapport aux droits fondamentaux allemands « aussi longtemps que » le droit européen offre une protection des droits fondamentaux globalement équivalente à celle de la loi fondamentale allemande.
Ces décisions lui permettent d’accepter en principe la suprématie du droit européen tout en conservant en pratique la possibilité d’écarter toute règle contrevenant aux dispositions les plus importantes du droit constitutionnel allemand. Comme la plupart des cours constitutionnelles européennes, le Tribunal constitutionnel fédéral ne se plie donc pas totalement à la vision de la Cour de justice des Communautés européennes qui affirme la supériorité des normes communautaires sur les normes nationales, fussent-elles de nature constitutionnelle.

### Sur le nom de famille des femmes mariées
En 1991, le Tribunal constitutionnel fédéral a jugé contraire à l'article 3 de la Loi fondamentale (règle sur l'égalité devant la loi), un article du Bürgerliches Gesetzbuch qui obligeait les femmes à prendre le nom de leur mari lors de leur mariage.

### Sur le port du voile
Dans sa décision sur le voile (Kopftuchentscheidung) d’avril 2004, le Tribunal a invalidé une décision administrative prise à l’encontre d’une enseignante refusant d’enlever son hidjab pendant les cours. Cette censure a été motivée par le fait qu’il y avait là une restriction à la liberté religieuse. Selon le Tribunal, cette restriction pouvait être justifiée par l’obligation de neutralité de l’État en matière religieuse et philosophique et le rôle particulier que joue le fonctionnaire en tant que représentant de l’État à cet égard.
Le Tribunal estimait néanmoins qu’une telle restriction nécessitait une décision expresse dans une loi votée par le parlement, loi qui faisait défaut au Bade-Wurtemberg au moment des faits. Elle rappelle que toute loi imposant ce type de mesure doit s’appliquer indistinctement à toutes les religions pensant, selon de nombreux observateurs, aux habits de nonnes encore portés dans quelques écoles publiques. Une autre loi similaire a été votée dans le Land de Hesse alors que Berlin préparait une loi d’interdiction complète de tout symbole religieux dans la fonction publique. Bien que cette jurisprudence ne concerne que les enseignants – les élèves sont parfaitement en droit de porter le voile – certains observateurs ont noté un rapprochement avec la conception française de la laïcité, alors que les Églises sont traditionnellement beaucoup plus liées à l’État en Allemagne.

### Sur le mandat d'arrêt européen

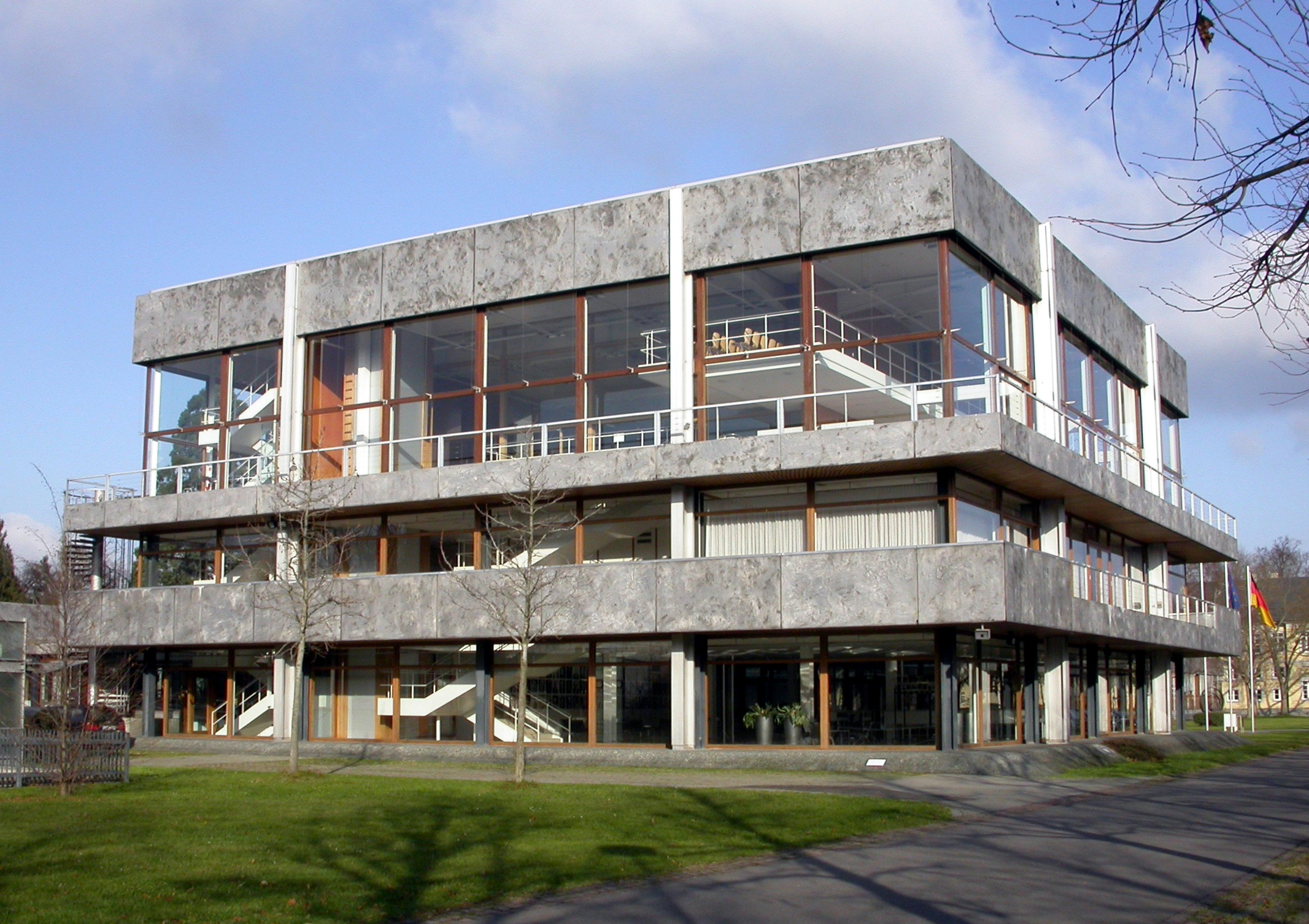
Bâtiment de la Cour constitutionnelle fédérale à Karlsruhe.

Le juge espagnol Garzon a lancé un mandat d'arrêt européen contre M. Darkazanli, un citoyen germano-syrien, soupçonné d'être un relais financier d'Al-Qaïda. M. Darkazanli réside en Allemagne. Il y a été arrêté en octobre 2004. Il forma un recours devant le Tribunal constitutionnel fédéral contestant la conformité du mandat d'arrêt européen avec l'article 16 de la Loi Fondamentale portant sur la nationalité et l'extradition. L'article 16-2 dispose en effet que "Aucun Allemand ne peut être extradé à l’étranger. Une réglementation dérogatoire peut être prise par la loi pour l’extradition à un État membre de l’Union européenne ou à une Cour internationale à condition que les principes de l’État de droit soient garantis."
La décision du Tribunal constitutionnel fédéral du 18 juillet 2005 donne raison à M. Darkazanli. Le Tribunal a estimé que l'Allemagne n'a pas correctement transposé la décision-cadre du 13 juin 2002 relative au mandat d'arrêt européen et aux procédures de remise entre États membres. (Une décision-cadre est une décision que le Conseil de l'UE peut prendre en rapport avec la coopération policière et judiciaire en matière pénale dans le but du rapprochement des dispositions législatives et réglementaires des États membres, à condition que la décision soit prise à l'unanimité des ministres du Conseil de l'UE.)
Le Tribunal estime que cette mauvaise transcription a pour effet d'une part qu'il n'y a pas de recours devant une juridiction allemande prévu et qu'elle n'a pas utilisé toutes les marges de manœuvre que lui permettait la décision-cadre européenne afin de garantir les droits fondamentaux.
Dans cette affaire, le mandat est privé d’effet car la loi allemande de transposition est contraire à la constitution. Ce n'est donc pas le mandat européen mais un mandat qui est privé d'effet. Toutefois, la décision du Tribunal constitutionnel fédéral rend le mandat d'arrêt européen inapplicable aux ressortissants allemands tant que la loi de transposition introduit trop peu de garanties pour les libertés individuelles.
Le Parlement allemand a voté une nouvelle loi pour transposer la décision-cadre du Conseil de l'UE, qui est entrée en vigueur en 2006, afin de remplacer celle qui a été déclarée inconstitutionnelle.

### Élections anticipées de 2005
Le 25 août 2005, les huit juges du Tribunal constitutionnel fédéral ont rejeté à sept voix contre une le recours du vert Werner Schulz contre la dissolution du Bundestag  par le président fédéral. De ce fait, l’appel d’élections anticipées le 18 septembre est confirmé. La dissolution avait été obtenue par le  chancelier fédéral Gerhard Schröder à la suite d'une utilisation de la constitution jugée par certains contraire à son esprit : la Loi fondamentale prévoit une possibilité de dissolution lorsqu’un gouvernement n’a plus de majorité ; à cette fin, le chef du gouvernement avait demandé à son propre groupe parlementaire de voter la défiance lors de la question de confiance (Vertrauensfrage).
De facto, le Chancelier se voit presque conférer un droit de dissolution du Bundestag semblable au pouvoir du Premier ministre du Royaume-Uni, cette dissolution nécessitant toutefois l’accord commun du Chancelier, du Bundestag et du Président fédéral.
Cette décision nourrit un débat passionné sur l’équilibre des pouvoirs.

### Autorisation des «perquisitions en ligne» en février 2008
Le 27 février 2008, le Tribunal constitutionnel fédéral a déclaré conforme à la loi fondamentale les « perquisitions en ligne », l'espionnage via Internet des ordinateurs mais seulement dans le cadre d'enquêtes portant sur des menaces concrètes contre des vies humaines ou contre l'État, c'est-à-dire principalement les menaces d'attentats terroristes. Ces perquisitions devront systématiquement recevoir au préalable l'aval d'un juge.
En l'espèce, le Tribunal était appelé à se prononcer sur une législation du Land de Rhénanie-du-Nord-Westphalie en application depuis janvier 2007, qui permettait le contrôle des courriels ou de messages échangés sur les forums de discussion sur Internet. Les juges l'ont déclarée contraire à la Constitution car trop peu limitative. Les magistrats ont cependant profité de cet arrêt pour énoncer les conditions de recours à l'espionnage informatique. Ils ont pour la première fois défini un « droit fondamental à la protection de la confidentialité et de l'intégrité des systèmes informatiques ».
Ceci signifie que les données sur la vie privée des suspects ne pourront pas être exploitées à des fins judiciaires. Le gouvernement fédéral doit préparer des lois respectant la décision de la Cour constitutionnelle et permettent l'utilisation de "chevaux de Troie" dans les ordinateurs des suspects de terrorisme.
Dans la même lignée, l'application de la loi qui impose aux fournisseurs de téléphonie fixe et mobile d'enregistrer les numéros de téléphone, la date et l'heure des échanges ou le lieu de l'appel pour les portables pendant six mois a été restreinte le 20 mars 2008 par le Tribunal. Les juges ont limité la consultation de ces données à des infractions graves comme l'homicide, les abus sexuel ou certaines affaires de fraude fiscale ou de corruption.

### Arrêt sur le traité de Lisbonne en 2009
Le 30 juin 2009, le Tribunal constitutionnel fédéral déclare le traité de Lisbonne compatible avec la loi fondamentale. Elle conditionne toutefois la ratification du traité à l'entrée en vigueur préalable d'une loi relative aux droits de participation du Parlement allemand (constitué du Bundestag et du Bundesrat). Cet arrêt a pu être perçu comme une remise en cause du cadre institutionnel de l'Union européenne : "Même après l’entrée en vigueur du Traité de Lisbonne, il manque à l’Union européenne, examinée par rapport aux exigences d’un État constitutionnel, un organe politique de décision constitué sur le fondement d’une élection au suffrage égal par tous les citoyens de l’Union et revêtu de la capacité de représentation unitaire de la volonté du peuple. De manière liée à ce premier manque, fait également défaut un système d’organisation du pouvoir dans lequel, d’une part, une volonté majoritaire européenne permet la formation d’un gouvernement légitimé par le résultat d’un scrutin libre et égal et, d’autre part, peut se développer une compétition réelle et transparente pour les citoyens entre un gouvernement et une opposition. Le Parlement européen n’est pas (...) l’organe de représentation d’un peuple européen souverain." (§280).

### Sur le mandat de la BCE en 2020
Le Tribunal a exigé le mardi 5 mai 2020 que la Banque centrale européenne (BCE) justifie la conformité de ses rachats de dette publique à son mandat. Les achats d'obligations souveraines ont constitué la majeure partie des 2 600 milliards d'euros injectés sur les marchés de 2015 à 2018 dans le cadre de l'assouplissement quantitatif (en anglais : Quantiative easing, abrégé en QE) qui a été réactivé en novembre 2019.

## Liste des présidents de la Cour constitutionnelle fédérale
| Présidents de la Cour constitutionnelle fédérale |                        |                 |               |
|                                                  | Nom                    | Début du mandat | Fin du mandat |
| 1                                                | Hermann Höpker-Aschoff | 1951            | 1954          |
| 2                                                | Josef Wintrich         | 1954            | 1958          |
| 3                                                | Gebhard Müller         | 1959            | 1971          |
| 4                                                | Ernst Benda            | 1971            | 1983          |
| 5                                                | Wolfgang Zeidler       | 1983            | 1987          |
| 6                                                | Roman Herzog           | 1987            | 1994          |
| 7                                                | Jutta Limbach          | 1994            | 2002          |
| 8                                                | Hans-Jürgen Papier     | 2002            | 2010          |
| 9                                                | Andreas Voßkuhle       | 2010            | 2020          |
| 10                                               | Stephan Harbarth       | 2020            |               |

## Composition
Premier Senat : Stephan Harbarth (de) (Président et président du premier Senat) ; Yvonne Ott (de) ; Josef Christ (de) ; Henning Radtke (de) ; Ines Härtel (de) ; Heinrich Amadeus Wolff (de) ; Martin Eifert (de) ; Miriam Meßling (de).
Second Senat : Doris König (de) (Vice-présidente et présidente du second Senat) ; Ulrich Maidowski (de) ; Christine Langenfeld (de) ; Astrid Wallrabenstein (de) ; Rhona Fetzer (de) ; Thomas Offenloch (de) ; Peter Frank (de) ; Holger Wöckel (de).

#### En français
- Aurore Gaillet (de), La Cour constitutionnelle fédérale allemande. Reconstruire une démocratie par le droit (1945-1961), Paris, La Mémoire du Droit, 2021.
- Maria Kordeva, « Le théâtre des juges selon Karlsuhe : Note sous BVerfG, décision du 5 mai 2020 (2 BvR 859/15-, Rn. 1-237) », Revue générale du droit, no 52087,‎ 2020 (lire en ligne)

#### En allemand
- Denkschrift des Bundesverfassungsgerichts vom 27. Juni 1952: Die Stellung des Bundesverfassungsgerichts. Gerichtet an den Bundespräsidenten, die Präsidenten des Bundestags und Bundesrats sowie die Bundesregierung, JZ (de) 1953, S. 157 f.; wiederabgedruckt im Journal des Öffentlichen Rechts. Neue Folge, 1957, S. 144–148.
- Jutta Limbach, Das Bundesverfassungsgericht. Geschichte – Aufgabe – Rechtsprechung : Motive, Texte, Materialien, vol. 91, Heidelberg, C.F. Müller, 2000 (ISBN 3-8114-2143-3)
- Stephan Detjen (de), Das Bundesverfassungsgericht zwischen Recht und Politik : Aus Politik und Zeitgeschichte, vol. B37–38, 2001 (ISSN 0479-611X, bpb.de), p. 3–5
- Jutta Limbach, Das Bundesverfassungsgericht : Beck’sche Reihe, vol. 2161, München, Beck, 2001 (ISBN 3-406-44761-9)
- Horst Säcker, Das Bundesverfassungsgericht : Schriftenreihe der Bundeszentrale für Politische Bildung, vol. 405, Bonn, Bundeszentrale für politische Bildung/bpb, 2003 (ISBN 3-89331-493-8)
- Uwe Wesel, Der Gang nach Karlsruhe. Das Bundesverfassungsgericht in der Geschichte der Bundesrepublik, München, Blessing, 2004 (ISBN 3-89667-223-1)
- Robert van Ooyen (de), Das Bundesverfassungsgericht im politischen System, Wiesbaden, VS Verlag, 2006 (ISBN 3-531-14762-5)
- Oliver Lembcke (de): Hüter der Verfassung. Eine institutionentheoretische Studie zur auteurität des Bundesverfassungsgerichts. Mohr Siebeck, Tübingen 2007,  (ISBN 978-3-16-149157-3).
- Klaus Schlaich/Stefan Korioth (de), Das Bundesverfassungsgericht. Stellung, Verfahren, Entscheidungen : Ein Studienbuch Juristische Kurz-Lehrbücher, München, Beck, 2007 (ISBN 978-3-406-56044-6)
- Clemens Kieser, „Zweckmäßigkeit und Ruhe“ : Das Bundesverfassungsgericht in Karlsruhe Denkmalpflege in Baden-Württemberg, vol. 37, 2008 (ISSN 2366-486X, lire en ligne), p. 210–215
- Bundeszentrale für politische Bildung, Bundesverfassungsgericht : Aus Politik und Zeitgeschichte (de), 2011 (ISSN 0479-611X, lire en ligne), Heft 35–36
- Axel Hopfauf et Schmidt-Bleibtreu/Hofmann/Hopfauf, Kommentierung von Art. 93 und Art. 94 GG : Kommentar zum Grundgesetz, Köln, Heymanns, 2011 (ISBN 978-3-452-27076-4)
- Matthias Jestaedt (de), „Das entgrenzte Gericht“ : Eine kritische Bilanz nach sechzig Jahren Bundesverfassungsgericht, Berlin, Suhrkamp Verlag, 2011 (ISBN 978-3-518-12638-7)
- Rolf Lamprecht (de), Ich gehe bis nach Karlsruhe : Eine Geschichte des Bundesverfassungsgerichts, München/Hamburg, Deutsche Verlags-Anstalt/Spiegel-Verlag, 2011 (ISBN 978-3-421-04515-7)
- Michael Stolleis (Hrsg.): Herzkammern der Republik. Die Deutschen und das Bundesverfassungsgericht. Beck, München 2011,  (ISBN 978-3-406-62377-6).
- Uwe Kranenpohl (de), Hinter dem Schleier des Beratungsgeheimnisses. Der Willensbildungs- und Entscheidungsprozess des Bundesverfassungsgerichts, Wiesbaden, VS Verlag für Sozialwissenschaften, 2012 (ISBN 978-3-531-16871-5)
- Falk Jaeger (de) in Verbindung mit dem Bundesverfassungsgericht und dem Bundesministerium für Umwelt, Naturschutz, Bau und Reaktorsicherheit (Hrsg.): Transparenz und Würde. Das Bundesverfassungsgericht und seine Architektur. Jovis Verlag, Berlin 2014,  (ISBN 978-3-86859-286-3).
- Gertrude Lübbe-Wolff (de): Wie funktioniert das Bundesverfassungsgericht? Universitätsverlag Osnabrück/V&R unipress, Göttingen 2015,  (ISBN 978-3-8471-0449-0).
- Thomas Darnstädt (de), „Verschlusssache Karlsruhe“ : Die internen Akten des Bundesverfassungsgerichts, München, Piper, 2018 (ISBN 978-3-492-05875-9)
- Ernst Benda, Eckart Klein (de), Oliver Klein: Verfassungsprozessrecht. Ein Lehr- und Handbuch. 4., neu bearbeitete Auflage, C.F. Müller, Heidelberg 2020,  (ISBN 978-3-8114-4927-5).
- Gerhard Czermak (de): Siebzig Jahre Bundesverfassungsgericht in weltanschaulicher Schieflage. Fälle, Strukturen, Korrekturmöglichkeiten (= Schriften zum Weltanschauungsrecht, Bd. 2). Nomos, Baden-Baden 2021,  (ISBN 978-3-8487-8194-2).

#### En anglais
- Justin Collings: Democracy’s Guardians. A History of the German Federal Constitutional Court, 1951–2001. Oxford University Press, Oxford 2015,  (ISBN 978-0-19-875337-7).